# Distretto di Fushan
Il distretto di Fushan (福山区S, Fúshān QūP) è un distretto della Cina, situato nella provincia dello Shandong e amministrato dalla prefettura di Yantai.